# Hibou redoutable
Asio solomonensis
Espèce
Synonymes
- Nesasio solomonensis

Statut de conservation UICN

 NT C1+2a(i) : Quasi menacé
Statut CITES

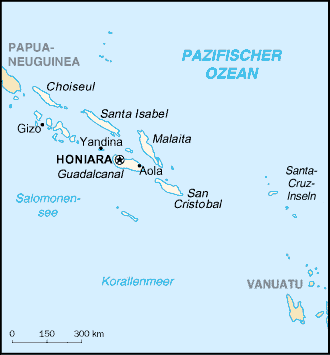
Carte de répartition.

Le Hibou redoutable (Asio solomonensis, anciennement Nesasio solomonensis) est une espèce d'oiseaux de la famille des Strigidae qui ne se trouve que dans les îles Bougainville en Papouasie-Nouvelle-Guinée, et les îles Choiseul et Santa Isabel dans les îles Salomon. Ses populations sont estimées de l'ordre de 3 000 couples. Il est parfois appelé Chouette redoutable.

## Le GenreNesasio
Pendant longtemps le Hibou redoutable a été placé dans le genre monotypique Nesasio. Décrit pour la première fois par James Lee Peters en 1937, il est aujourd'hui désuet.